# Mátraterenye
Mátraterenye là một thị trấn thuộc hạt Nógrád, Hungary. Thị trấn này có diện tích 28,13 km², dân số năm 2010 là 1814 người, mật độ 64 người/km².